# 金瓯市
金瓯市（越南语：／）是越南最南端省份金瓯省省莅。这里也是天主教樞機主教范明敏和越南政府前总理阮晋勇的故乡。

## 地理
金瓯市位于金瓯省东北部，东接薄寮省架涞市社和东海县，西南接丐渃县，西接陈文泰县，南接登瑞县，北接太平县。

## 历史
1996年11月6日，明海省重新分设为薄寮省和金瓯省，金瓯市社划归金瓯省管辖并成为金瓯省莅。
1999年4月14日，金瓯市社改制为金瓯市。
2009年6月4日，安川社析置新川坊，新城社析置新城坊。
2010年8月6日，金瓯市被评定为二级城市。
2024年10月24日，越南国会常务委员会通过决议，自2024年12月1日起，第四坊部分区域并入新川坊，第四坊剩余区域和第九坊部分区域并入第二坊。

## 行政区划
金瓯市下辖9坊7社，市人民委员会位于第九坊。
- 第一坊（Phường 1）
- 第二坊（Phường 2）
- 第五坊（Phường 5）
- 第六坊（Phường 6）
- 第七坊（Phường 7）
- 第八坊（Phường 8）
- 第九坊（Phường 9）
- 新城坊（Phường Tân Thành）
- 新川坊（Phường Tân Xuyên）
- 安川社（Xã An Xuyên）
- 定平社（Xã Định Bình）
- 和新社（Xã Hòa Tân）
- 和城社（Xã Hòa Thành）
- 李文林社（Xã Lý Văn Lâm）
- 稷云社（Xã Tắc Vân）
- 新城社（Xã Tân Thành）

## 交通
金瓯市有金瓯机场，越南国家航空跟胡志明市航空每日有跟胡志明市航空服务。